# José Pinto (honduraski piłkarz)
José Mario Pinto Paz (ur. 27 września 1997 w Tegucigalpie) – honduraski piłkarz występujący na pozycji lewego skrzydłowego, reprezentant Hondurasu, od 2020 roku zawodnik Olimpii.